# 倉敷市歌
「倉敷市歌」（くらしきしか）は、岡山県倉敷市が制定した市歌である。以下の2代が存在する。
1. 1936年（昭和11年）制定。作詞・富田砕花、作曲・宮原禎次。
2. 1967年（昭和42年）制定。作詞・花田鶴彦、補作・市歌選考委員会、作曲・山下和子。

現在の市歌は2.である。

## 解説

### 初代市歌
初代の「倉敷市歌」は1934年（昭和9年）10月22日より懸賞公募を実施し、翌1935年（昭和10年）2月5日に最終候補10篇と選外佳作20篇の計30篇を選定した中から入選作品の選出を詩人で審査委員の富田砕花に依頼した。しかし、最終審査の結果は候補作10篇について「該当作無し」となったため、富田が自ら作詞を行い岡山師範学校教官の宮原禎次による作曲を経て1936年（昭和11年）に制定されたものである。制定時にはテイチクがA面に楠木繁夫の独唱による「倉敷市歌」、B面に美ち奴が歌唱する新民謡「倉敷節」（作詞：北原白秋、作曲：町田嘉章）を吹き込んだSP盤（規格品番：特0139）を製造した。
岡山市が6年前に制定した「岡山市歌」が陸軍特別大演習記念として作成された経緯から終戦を境として演奏が控えられるようになり、2代目の「岡山市民歌」へ取って代わられたのとは対照的に倉敷市では戦後も市歌を維持し続けたが、1967年（昭和42年）に倉敷・児島・玉島の3市による新設合併で（新）倉敷市が発足したことに伴い失効扱いとなっている。

### 2代目市歌
現行の2代目「倉敷市歌」は1967年（昭和42年）に（旧）倉敷市・児島市・玉島市の3市による新設合併記念および市のイメージアップ策として、市章のデザインと併せて歌詞の一般公募を実施した。歌詞の応募総数は288篇で、福岡県出身・在住で昭和初期に「渋田黎明花」名義により時代小説作家として活動していた渋田喜久雄（1902年 - 1978年）が「花田鶴彦」のペンネームで応募した作品が市歌選考委員会による補作を経て採用されたものである。
歌詞の決定後、市内在住の音楽教諭ら35名を対象とするコンペティション形式の作曲募集を経て玉島西中学校教諭の山下和子による作品が採用され、10月1日付で制定された。倉敷市役所では2代目市歌の制定に伴い友竹正則の歌唱を吹き込んだソノシート3000枚の製造をキングレコードに委託し、市内の学校へ配布している。
市役所で毎週月曜日の始業時に庁内放送で演奏しているのを始め、倉敷ケーブルテレビやFMくらしきの市政広報番組ではBGMとして使用されている。